# Ugly Kid Joe
Ugly Kid Joe (с англ. — «Уродец Джо») — американская рок-группа из Айла-Висты (англ. Isla Vista), штат Калифорния, образованная в 1990 году. Название группы является пародией на название лос-анджелесской глэм-группы Pretty Boy Floyd (с англ. — «Красавчик Флойд»). Звучание Ugly Kid Joe содержит в себе ряд стилей, включая рок, хард-рок, фанк-метал и хэви-метал. Лидер группы и вокалист — Уитфилд Крейн (англ. Whitfield Crane). Наиболее известные песни группы — «Everything About You» и «Cats In The Cradle».
На сегодняшний день Ugly Kid Joe выпустили четыре полноформатных альбома, два сборника и два мини-альбома. Их самые популярные пластинки — это As Ugly as They Wanna Be (1991) и America’s Least Wanted (1992), согласно RIAA обе стали дважды платиновыми; первая примечательна тем, что стала первым платиновым мини-альбомом. Группа распалась в 1997 году, но объявила о воссоединении в 2010 году.

## История

### Ранняя история (1989—1991)
Друзья детства Уитфилд Крэйн и Клаус Эйчстадт проявляли интерес к музыке пока они росли в Пало-Альто, Калифорния. В 1989 году Эйчстад присоединился к группе Крэйна в Айла-Виста, Калифорния, после двух демонстрационных записей с ещё одним земляком, режиссёром звукозаписи Эриком Валентайном. После нескольких изменений участников группы состав команды был сформирован из Крэйна, Эйчстадта, Марка Дэвиса, Роджера Лара и Корделла Крокета.
Группа получила имя 'Ugly Kid Joe' (рус. уродец Джо) как пародия на глэм группу из Лос-Анджелеса Pretty Boy Floyd (рус. Красавчик Флойд), но только на одно ночное шоу в Санта Барбаре с участием Pretty Boy Floyd. Pretty Boy Floyd решили не участвовать в шоу и отменить выступление, но название 'Ugly Kid Joe' группа решила оставить.
Группа стала популярной в начале 1990-х, смешивая сатирический юмор и хэви-метал. Их эмблемой стало нарисованное воплощение 'уродливого малыша Джо' в бейсболке задом наперед и показывающего средний палец. Испытывая сильное влияние творчества Black Sabbath, Ugly Kid Joe записали каверы на несколько песен этой ветеранской группы, включая «Sweet Leaf» и «N.I.B.» Группа провела несколько турне по Соединённым Штатам, организовав свой второй тур в поддержку Scatterbrain и позже выступив на разогреве для бывшего вокалиста Black Sabbath Оззи Осборна.
Группа выпустила мини-альбом «As Ugly As They Wanna Be» в октябре 1991 года, получив успех в 1992 году с синглом «Everything About You», который достиг третьей позиции в британском чарте синглов, что позволило ему оказаться в десятке лучших. Позже в этом году песня была использована в фильме Wayne’s World (Мир Уэйна). Только в США было продано более миллиона копий «As Ugly As They Wanna Be», что сделало его самым продаваемым из дебютных мини-альбомов всех времён.

### Коммерческий успех (1992—1996)
Группа провела в студии 2 месяца, записывая America’s Least Wanted. В процессе записи, Роджер Лар покинул группу из-за музыкальных разногласий и был в конце концов заменён гитаристом Sugartooth Дэйвом Фортманом в апреле 1992 года. Роб Хэлфорд из Judas Priest был сессионным вокалистом в песне «Goddamn Devil». Группа ускорила процесс записи своего альбома, чтобы получить место команды для разогрева в туре Оззи Осборна «No More Tears». В конце концов группа приняла участие в туре, но только Крейн летал несколько раз в Лос Анджелес, чтобы завершить редактирование альбома. Альбом был завершён за одним исключением. Обложка, как показалось некоторым музыкальным сетевым магазинам, чересчур агрессивна к американским консерваторам, поскольку на ней изображался «уродец» в позе статуи свободы показывающий средний палец поднятой рукой и держащий порножурнал вместо декларации независимости в другой. Группа решила сделать альтернативную обложку с талисманом группы с кляпом во рту и закованным в цепи, как символ того, что это «очищенная версия» альбома.
America’s Least Wanted появился в чартах США на 27-й строчке имея 600 тысяч проданных копий на момент выпуска. Альбом получил статус золотого в Канаде и Австралии, серебряного в Великобритании и стал платиновым в США. Кавер-версия песни Гарри Чапина «Cat’s in the Cradle» была впоследствии выпущена хорошо принятым синглом, который был продан более чем полумиллионным тиражом только в США и на пике занимал седьмую строчку чарта синглов Великобритании.
Позже группа в продолжении тура выступала на разогреве у Оззи Осборна и позже для Def Leppard в европейской части их турне, билеты на которое были распроданы за шесть недель. Группа также приняла участие на MTV Video Music Awards 1992 года. Также группа провела 3 недели выступая в Австралии и Японии с концертами все билеты на которые были распроданы. Ugly Kid Joe получила награду «Выбор читателя» как лучший новый артист по результатам голосования в журнале Metal Edge and Raw.
На церемонии American Music Awards в 1993 году они вручали награду «Лучшая метал/хард-рок группа» группе Metallica. Там же группа была номинирована как «лучший новый метал/хард-рок исполнитель», но проиграла Pearl Jam.
После тура в поддержку альбома 1992 года America’s Least Wanted, группа искала замену барабанщику, поскольку Марк Дэвис покинул их в поисках жизни подальше от прожекторов. Они пробовали новых ударников, как например Боба Фернандеса, который сыграл лишь в кавер-версии песни N.I.B. группы Black Sabbath в альбоме под названием 'Nativity In Black' посвящённом этой же группе. Он также выступал с группой в Бразилии на Голливудском Рок-фестивале в 1994 году как хэдлайнеры наравне с Aerosmith, Poison и другими. После посещения концерта группы «Souls at Zero» в Колорадо, Крэйн остался под впечатлением от игры ударника группы, Шеннона Ларкина. Крэйн позже позвал Ларкина присоединиться к Ugly Kid Joe, и Ларкин согласился. Группа вскоре написала несколько новых песен и отправилась в короткий тур под названием 'Excuse To Go Snowboarding Tour' с приглашёнными Dog Eat Dog и Goldfinger. Вклад Ларкина привёл к более грязному звучанию во втором альбоме Menace to Sobriety, выпущенному летом 1995 года. Альбом был записан в Palacio Del Rio в северной Санта-Барбаре.
Группа отправилась в турне в поддержку этого альбома. Они делали сноуборд-тур, маленький клубный тур и позже стадионный тур, выступая на разогреве у Bon Jovi и Van Halen. Группа исключила «Everything About You» из списка композиций, чтобы продемонстрировать поклонникам свой свежий материал. На концерте на стадионе Уэмбли в Лондоне, группа была приглашена на сцену сыном Оззи Осборна Джеком Осборном перед композицией «N.I.B.» группы Black Sabbath.
Menace to Sobriety получил много похвалы от прессы и фанатов, а британский рок-журнал «Kerrang!» оценил его как претендент на звание альбома года. Несмотря, на успешное зарубежное и европейское турне, альбом получил маленькое поощрение от звукозаписывающей компании Mercury Records и впоследствии потерпел неудачу в США.
Будучи оставленными Mercury Records, Ugly Kid Joe сформировали свой собственный независимый лейбл, Evilution Records, для выпуска следующего альбома группы. При поддержке распространения лейблом Castle Communications, Motel California был выпущен в конце 1996 года, и группа снова отправилась в турне по Европе к небольшим тусовкам. Тур был назван «Тур — Поздний Выезд», подчеркивая характерное чувство юмора группы. Motel California, альбом, который ведущий вокалист Уитфилд Крэйн описал как «тяжелый, фанковый и в нём есть все», поначалу получил чуть теплые отзывы и продавался плохо, хотя и приобрёл небольшую популярность в последнее время.

### Распад и последствия (1997—2009)
Ugly Kid Joe распались в 1997 году. Барабанщик Шеннон Ларкин был участником Godsmack с 2002 года, в то время как вокалист Уитфилд Крэйн занял вакантное место вокалиста в нью-йоркской рок-группе Life of Agony, чей прежний певец Кейт Капуто покинул группу в 1997 году. После своего быстрого расставания с Life of Agony Крэйн сотрудничал с некоторыми участниками Soulfly в новых проектах под названиями Medication (1999—2003) и участниками Godsmack в Another Animal (2006—2009).
В 2005 году невыпущенный клип на песню «Bicycle Wheels» был опубликован на форуме сайта Ugly Kid Joe. В 2007 была создана официальная страница в Myspace. На ней были опубликованы старые фотографии группы, различные промоматериалы, так же был загружен отснятый материал и ещё один раннее не публиковавшийся клип «Sandwich». Некоторые другие отснятые материалы включали в себя материалы с выступлением в кампусе Калифорнийского Университета в Санта Барбаре до получения контракта. Вскоре видео были выложены на YouTube поклонниками, некоторые включали живые записи с их концертов и записи с телевидения. В то же время главная страница группы содержала записи живых выступлений и редкие песни, включая демозапись «C.U.S.T.» и несколько треков из «Motel California» и «Menace to Sobriety».

### Воссоединение (2010-настоящее время)

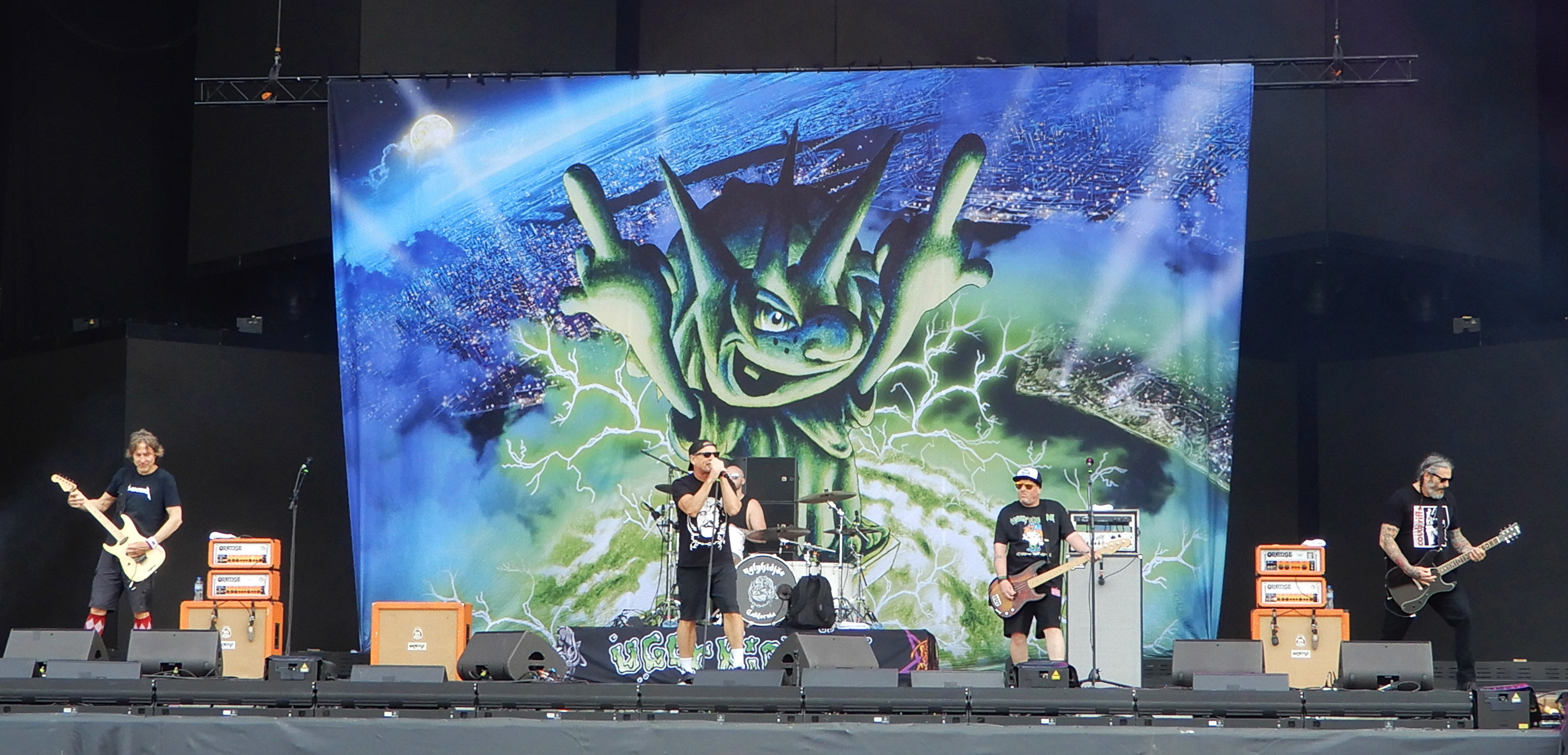

В декабре 2009 года Клаус Эйштадт в статье в немецком издании музыкального журнала Metal Hammer заявил, что члены Ugly Kid Joe намеревались воссоединиться летом 2010 года, хотя не сказал было ли в их намерениях выпустить новый альбом, или просто собраться вместе. Тем не менее, слухи о воссоединении были подтверждены на их странице в MySpace 27 мая 2010 года. Их страница на MySpace также гласит, что воссоединённый состав будет таким же, как последний перед их распадом.
В июле 2011 года, по словам барабанщика Шенона Ларкина, новый альбом был завершён. Он поведал о состоянии этого альбома в интервью с радио The Bone 107.7 Калифорния на фестивале Mayhem, сказав: «Это веселая группа — это весело, ты слушаешь эти песни, и они заставляют тебя смеяться. Просто рок-группа для хорошего времяпровождения, знаете ли».
9 сентября 2011 года вокалист Уитфилд Крейн сделал обновление на официальной странице группы в фейсбуке, в котором было сказано, что он был на радио 107,7 The Bone днём раньше и сыграл новый трек под названием «Love Ain’t True», и заявил, что мини-альбом из 6 песен был сведён и завершён. Согласно официальному сайту «так же в работах есть EPK и самая последняя запись сессий наряду с другими редкими, старыми фрагментами из интервью, материал после выступлений, и живые выступления».
Новый мини-альбом Stairway to Hell был выпущен в цифровом виде 5 июня 2012 года, тогда как версия на физическом носителе появилась месяцем позже, 9 июля. Чтобы раскрутить запись, Ugly Kid Joe сыграли тем летом серию фестивалей, включая Sweden Rock в Швеции, Download в Англии, Gods of Metal в Милане, Италия и Belgrade Calling в Сербии. Они были главной группой поддержки для Guns 'N Roses в Тель-Авиве (Израиль) 3 июля 2012 года, а также для Элис Купера в его туре «Raise The Dead» в октябре 2012 г.
Ugly Kid Joe начали совместный европейский тур со Skid Row в октябре 2013 года, начав его в Саутхэмптоне, Великобритания.

## Дискография
| Год  | Альбом                                            | США | Сертификация RIAA | Лейбл            |
| 1991 | As Ugly as They Wanna Be (EP)                     | 4   | Дважды платиновый | Stardog/Mercury  |
| 1992 | America's Least Wanted                            | 27  | Дважды платиновый | Stardog/Mercury  |
| 1992 | God Damn Cool (Bootleg)                           | -   | -                 | -                |
| 1993 | Get Outta My Face (Bootleg)                       | -   | -                 | -                |
| 1995 | Menace to Sobriety                                | 178 | -                 | Mercury          |
| 1996 | Motel California                                  | -   | -                 | Evilution/Castle |
| 1998 | The Very Best of Ugly Kid Joe: As Ugly as It Gets | -   | -                 | Mercury          |
| 2002 | The Collection                                    | -   | -                 | Spectrum         |
| 2012 | Stairway to Hell (EP)                             | -   | -                 | UKJ              |
| 2015 | Uglier Than They Used Ta Be                       | -   | -                 | Metalville/UKJ   |
| 2022 | Rad Wings of Destiny                              | -   | -                 | UKJ              |